# ゾンビリベンジ
『ゾンビリベンジ』（Zombie Revenge）は、セガが1999年に発売したアーケードゲーム。

## 概要
多方向スクロール型3Dアクションゲーム。プレイヤーキャラクター3名のうち2名がザ・ハウス・オブ・ザ・デッドシリーズに登場する組織・AMSのエージェントであり、ほかに本作のステージ6が初代『ザ・ハウス・オブ・ザ・デッド』のキュリアン邸を彷彿とさせる建物(ステージ名も『ザ・ハウス・オブ・ザ・デッド』の最終ステージ名である｢the house of the dead｣であり、BGMも『ザ・ハウス・オブ・ザ・デッド』のものが使われている)、そして最終ボスがMagicianになっているなど、ザ・ハウス・オブ・ザ・デッドシリーズの要素もいくつかある。
開発はセガの第1AM研究開発部が担当。プラットフォーム基板にはNAOMIが採用されている。
1999年11月25日にドリームキャスト移植版が発売された。なお、この移植版ではプレイヤーキャラクターの隠しコスチュームが2つに増えている。

## ストーリー
約40年前某国でプロジェクトUDS（Un Dead Soldier） という、「死なない兵士」、いわゆるゾンビの開発を目的とした国家計画が始まった。一時は暗礁に乗り上げたほど困難を極めたプロジェクトだったが、やがて、人間を死に至らしめたあと、その人の細胞と融合し、不完全ながらもかつての機能を取り戻そうとする「ギル細胞」が見つかった。この細胞によって死に至り「蘇った」人間は、再現させられた喰う・争うといった本能的な行動をひたすら繰り返し、その姿はまるでゾンビだった。
ところがこのプロジェクトは、完成直前に何者かによって全てを奪われ、関係者を含め闇に葬られてしまった。そして1年後、世界中でゾンビが大量発生した。
この事件を受けAMSはエージェント「スティック・ブライトリング」、相棒の女性「リンダ・ロッタ」、途中知り合った男「毒島力也」とともに、事件の首謀者と思われる謎の人物に指定された場所へと急ぐ。
3人はプロジェクトで生み出された様々なゾンビを倒した後、首謀者であるゼドと対峙する。彼はUDS計画に関わっていた両親をスティックの父ギル・ブライトリングに殺され、実験材料にされた恨みから、スティックひいては人類への復讐のためにこの事件を起こしたことを明かす。また、この過程でゼドはギルを殺したことも明かす。そして、ゼドは「破壊の神」の力を体に宿し、人間離れした挙動を見せたのち、破壊神「BLACK MAGICAN」へと変貌した。
スティックはゼドと破壊の神を倒すも、父の裏の顔に対しショックを受けるが、毒島から「言うな！もう済んだことだ」と慰められた。

## 登場人物

### 主人公
スティック・ブライトリング（Stick Breitning）
主人公。特殊機関「AMS」に所属するエージェント。27歳。バランスの取れたキャラクター。両親は遺伝子工学の研究者でもあったが、2人とも謎の死を遂げている。
リンダ・ロッタ（Linda Rotta）
スティックの相棒で特殊機関「AMS」の女性エージェント。22歳。15歳で大学を卒業したほどの才女で、その影響もあって射撃に関して天才的な腕前を持つ。ただし、肉弾戦には弱いという弱点もある。また、美しい容姿と豊満なバストの持ち主でもあるが、劇中ではゼドの指図に振り回され不満を露わにしたり、弱気になるという精神的な脆さも見せた。
毒島 力也（ぶすじま りきや）
声：井上真樹夫 / 浪川大輔（PROJECT X ZONE）
某国の「内務省特務調査課」に属す男。32歳。1000年もの歴史を誇る「毒島流」の伝承者で何かを感じ自らこの地へ訪れた。
『ザ・ハウス・オブ・ザ・デッド』シリーズ同様、本作は基本的にどのキャラクターも英語を話すが、毒島だけは日本語を話す。作中で特に説明はないが、スティックらとの意思の疎通に何ら問題は無い模様。

### その他
ヨーコ
AREA1 WOODSIDE CITYで遭遇する、ゾンビに襲われ倉庫の中で身を潜めていた女性。「金色の瞳の男」（ゼド）から主人公たちに渡すよう言われたフロッピーディスクを所持している。彼女をゾンビから救出した場合は直接渡してくれるが、死亡した場合でも入手する事ができる。
端役ながらエンディングのラストシーンにも登場し、救出に失敗した場合はゾンビとなり何かを貪り食っている。救出に成功しフロッピーを受け取っていた場合、ゼドに金を約束されていたのか、一晩中待っても報酬を持ってこないゼドに毒づく様子が見られる。
マルコ＝クラウド
「AMS」に属す黒人男性。緑色の服と帽子がトレードマーク。ゲーム中で主人公達をサポートしてくれる。元々は彼もプレイヤーキャラクターの1人になる予定だった。
ゼド（Zed）
本作の黒幕。3人にメッセージを送り付けた、金色の瞳を持つ男。UDS計画に関わっていた両親をスティックの父ギルに殺され、実験材料にされた過去を持つ。スティックに復讐する為に今回の事件を起こし、同時にUDS計画という愚行に及んだ人類への復讐として、UDS計画の産物たるゾンビを用いて人類を滅ぼそうと目論む。
最終ステージのボスの一体として登場しており、物語終盤では破壊神「BLACK MAGICAN」へと変貌し、エピソード1で選んだカードによって異なる攻撃を仕掛けてくる。